# NGC 4396
NGC 4396 (również PGC 40622 lub UGC 7526) – galaktyka spiralna (Scd), znajdująca się w gwiazdozbiorze Warkocza Bereniki. Odkrył ją Heinrich Louis d’Arrest 20 kwietnia 1865 roku. Należy do Gromady w Pannie.